# Ahmed El Khannouss
Ahmed El Khannouss (Watermaal-Bosvoorde, 26 januari 1968) is een Belgisch politicus met Marokkaanse roots. Hij was actief was voor het cdH en vervolgens Les Engagés.

## Levensloop
El Khannouss behoorde acht jaar lang, van 1991 tot 1998, tot de nationale karateploeg van België. In deze hoedanigheid werd hij eenmaal Belgisch kampioen (ind.) en driemaal in teamverband.
Hij volgde een hogere opleiding tot sociaal assistent en werkte als opvoeder in verschillende middelbare scholen in het Franse Gemeenschapsonderwijs. Hij voltooide zijn opleiding met een specialisatie in sociaal-culturele begeleiding. Nadien werkte hij dertien jaar lang als buschauffeur voor de Maatschappij voor het Intercommunaal Vervoer te Brussel (MIVB) en was hij van 2004 tot 2009 attaché op de cel Tewerkstelling van het kabinet van toenmalig Brussels minister Benoît Cerexhe.
Sinds oktober 2006 is hij gemeenteraadslid van Sint-Jans-Molenbeek. Van 2006 tot 2012 was hij er schepen van Tewerkstelling, Sociale Economie, Internationale Betrekkingen en Jeugd en van 2012 tot 2018 eerste schepen, opnieuw met de bevoegdheden Tewerkstelling, Sociale Economie en Internationale Betrekkingen en daarnaast belast met Economische Ontwikkeling, Sport en Opleiding. Daarnaast zetelde El Khannouss van 2009 tot 2019 in het Brussels Hoofdstedelijk Parlement. Hij was er van 2009 tot 2012 lid van de commissie Economische Zaken, Werkgelegenheidsbeleid en Wetenschappelijk Onderzoek, van 2011 tot 2013 voorzitter en van 2016 tot 2019 lid van de commissie Leefmilieu, Natuurbehoud, Water en Energie en van 2012 tot 2013 lid, van 2013 tot 2014 ondervoorzitter en van 2014 tot 2016 voorzitter van de commissie Binnenlandse Zaken. Bij de verkiezingen van mei 2019 werd hij niet herkozen.
In augustus 2016 kwam hij in opspraak, omdat hij op 9 oktober 2010 aanwezig was op een steunmanifestatie voor de vrijlating van Oussama Atar uit een Iraakse gevangenis. Atar wordt verdacht van betrokkenheid bij de aanslagen in Brussel van maart 2016. Een jaar later, in 2017, was het zijn dochter die de ogen op de familie deed richten. Inès El Knannouss diende samen met haar vriend en vijf anderen voor de correctionele rechtbank van Charleroi te verschijnen op verdenking van lidmaatschap van een terroristische organisatie.  Inès, die een liefdesrelatie had met een van de beschuldigden werd vrijgesproken op het proces.
In januari 2022 haalde El Khannouss wederom de nationale media vanwege zijn reactie op de intrekking van de verblijfsvergunning van de omstreden imam Mohamed Toujgani, die in een rapport van de Staatsveiligheid verschillende zaken werd aangewreven. Zo zou de imam contact hebben gehad met extremistische figuren en werd hij beschuldigd van enerzijds het zaaien van haat tegen Joden, sjiieten en het Westen (zo had hij in 2009 opgeroepen om zionisten te verbranden), alsook van het doen van vrouwonvriendelijke uitspraken. Ten slotte werd hij verdacht van spionage voor de Marokkaanse inlichtingendiensten. El Khannouss noemde de uitwijzing van de imam "totaal ongerechtvaardigd" en vergeleek het met een deportatie. De uitlatingen van Toujgani over zionisten beschouwde hij als "een veroordeling van de zionistische agressie in Gaza, weliswaar in harde bewoordingen, maar die niet tot een juridische procedure heeft geleid". Omdat de verklaringen van El Khannouss als een vergoelijking van antisemitisme werden ervaren, werd hij door enkele partijgenoten gedagvaard voor de deontologische commissie van cdH. De deontologische commissie oordeelde dat hij wel degelijk was afgeweken van de gedragslijn van de partij, maar El Khannouss werd niet uit het cdH gezet, al kreeg hij wel een laatste waarschuwing: verdere afwijkingen van de gedragslijn van de partij zouden niet meer getolereerd worden.
In oktober 2022 werd El Khannouss effectief uit Les Engagés, sinds maart 2022 de opvolger van cdH, gezet omdat hij kritiek had geuit op de koers van de partij. Hij vond dat Les Engagés de humanistische waarden waarvoor het cdH stond de rug had toegekeerd en dat de partij zich "populistisch" opstelde in het debat over onverdoofd slachten. Volgens Les Engagés-voorzitter Maxime Prévot strookten deze uitspraken van El Khannouss niet met de waarden van de partij en maakte hij gebruik van het humanisme om verdeeldheid te zaaien, waardoor hij niet meer welkom was in de partij. El Khannouss zelf beweerde dat hij zijn lidmaatschap van Les Engagés in september 2022 al had opgezegd en dus zelf uit de partij was gestapt. 
Hoe dan ook stichtte hij met Molenbeek Autrement of Molenbeek Anders zijn eigen politieke beweging, samen met de twee andere gemeenteraadsleden van Les Engagés in Sint-Jans-Molenbeek. Deze partij behaalde bij de gemeenteraadsverkiezingen van oktober 2024 vier zetels en vormde in december dat jaar een meerderheid met de socialistische PS en de radicaal-linkse PTB. El Khannouss werd OCMW-voorzitter van Molenbeek, een functie die hij sinds februari 2025 uitoefent.